# Eosentomon trivandricum
Eosentomon trivandricum är en urinsektsart som beskrevs av N. Ramachandra Prabhoo 1975. Eosentomon trivandricum ingår i släktet Eosentomon och familjen trakétrevfotingar. Inga underarter finns listade i Catalogue of Life.